# 核融合科学研究所
核融合科学研究所（かくゆうごうかがくけんきゅうじょ、英語: National Institute for Fusion Science）は、大学共同利用機関法人自然科学研究機構を構成する研究所の一つ。1997年7月より岐阜県土岐市に本部を置く。核融合科学分野における国立の研究所で、大学共同利用機関として各地の大学から研究施設の共同利用が行われている。
総合研究大学院大学をはじめとする様々な大学院の学生に対する教育も実施している。総合研究大学院大学先端学術院の核融合科学コースの基盤機関とされており、2006年度からは従来の博士後期課程に加え、5年一貫制博士課程を導入している。
主にヘリカル型の核融合炉が研究されている。現在、世界各国で研究が進められている実験検証炉は、トカマク型装置が主流であるが、ヘリカル型はその次の核融合炉として期待されている方式である。パルス運転が必要とされるトカマク型に対して、ヘリカル型は連続運転が可能なこと、装置負荷が大きいプラズマの崩壊（ディスラプション）が存在しないことが利点とされる。ただし、非常に複雑なコイルが必要とされ、炉を製造する上では非常に高度な技術が必要とされる。
本研究所に設置されている放射線遮蔽用のドアは720トンの重量があり、「世界一重いドア」として、2023年現在ギネス世界記録に認定されている。
プラズマくんをマスコットとしていたが、2017年（平成29年）に猫とトーラスプラズマをモチーフとした新たなマスコット「ヘリカちゃん」へと代替わりした。

## 沿革
- 1980年（昭和55年） - 学術審議会「大学等における核融合研究の長期的推進方策について」建議。
- 1988年（昭和63年）3月 - 核融合研究所（仮称）の組織及び次期大型ヘリカル装置計画の概要策定。
- 1988年（昭和63年）4月 - 核融合科学研究所（仮称）創設準備委員会及び創設準備室設置。
- 1989年（平成元年）5月 - 愛知県名古屋市千種区に文部省核融合科学研究所として設立。
- 1992年（平成4年）4月 - 総合研究大学院大学数物科学研究科核融合科学専攻設置。
- 1997年（平成9年）7月 - 岐阜県土岐市に移転。
- 2004年（平成16年）4月 - 統合再編及び法人化により大学共同利用機関法人自然科学研究機構核融合科学研究所となる。
- 2023年（令和5年）4月 - 研究組織等を改編、ユニット体制移行、大型ヘリカル装置（LHD）はミッションを学際的研究に転換し、学術研究基盤として運用開始[7]

名古屋大学プラズマ研究所は、超高温プラズマの基礎的研究を行う研究所であり、京都大学ヘリオトロン核融合センターでは、ヘリカル型の核融合実験装置の研究開発が行われていた。広島大学核融合理論研究センターでは、核融合の理論面に注目した研究により、特にD+T反応におけるβ値の研究等で優れた実績を持つ研究が行われていた。これらの研究を移管統合することで、理論精査、実験、精密観測により核融合技術の基礎的な面を確立し、将来、本当に必要となる核融合技術の確立に向けた研究を行うことを目的として、文部省直轄の研究所として核融合科学研究所は設立された。

## 組織

### ユニット
１０個のユニットがあり、所内と所外のメンバーがほぼ同数で構成される。それぞれのユニットは「ユニットテーマ」を掲げ、核融合科学における未解決問題に取り組んでいる。
- メタ階層ダイナミクス
- 構造形成・持続性
- 位相空間乱流
- プラズマ量子プロセス
- プラズマ・複相間輸送
- 可知化センシング
- プラズマ装置学
- 複合大域シミュレーション
- 超高流束協奏材料
- 超伝導・低温工学

## 施設概要

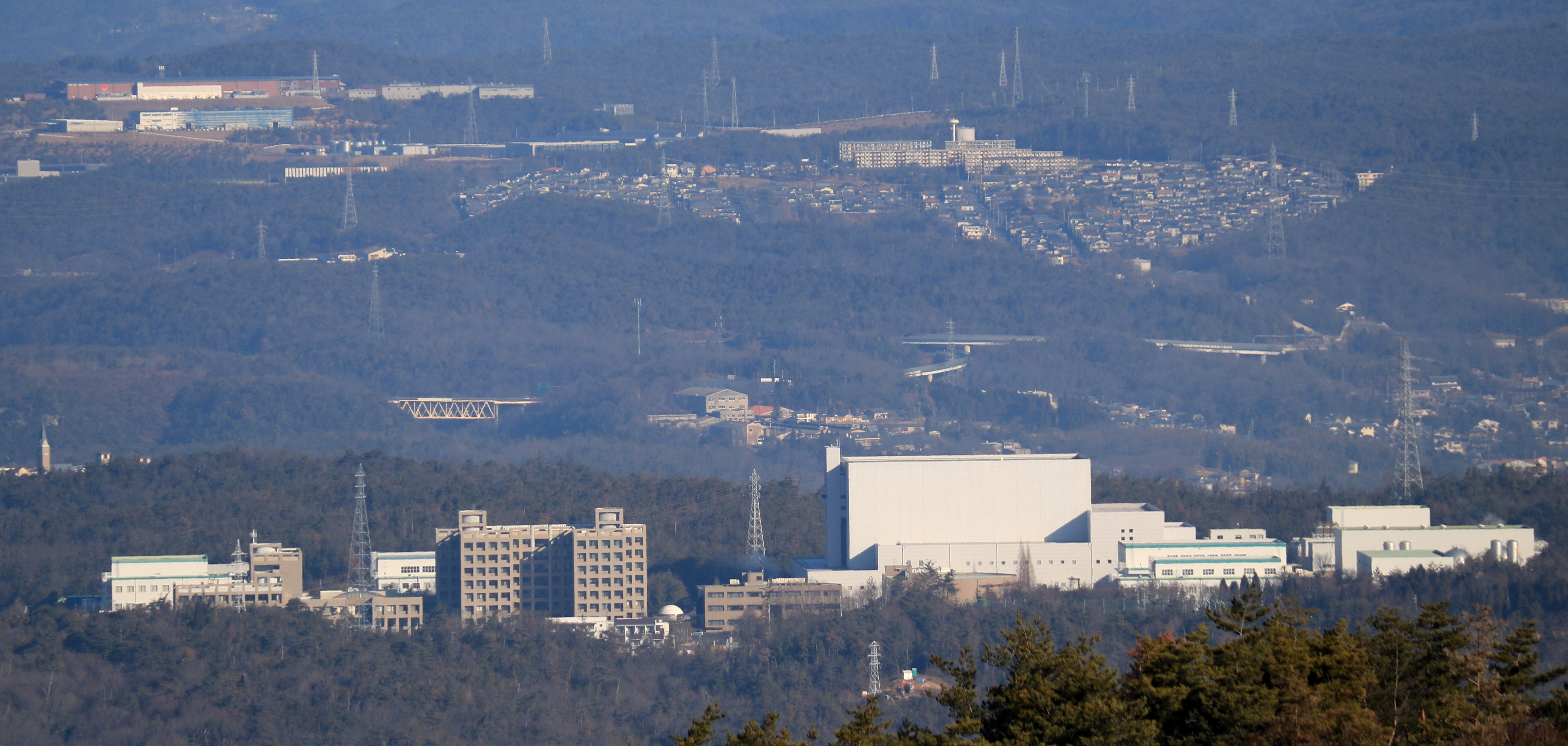
施設の全景

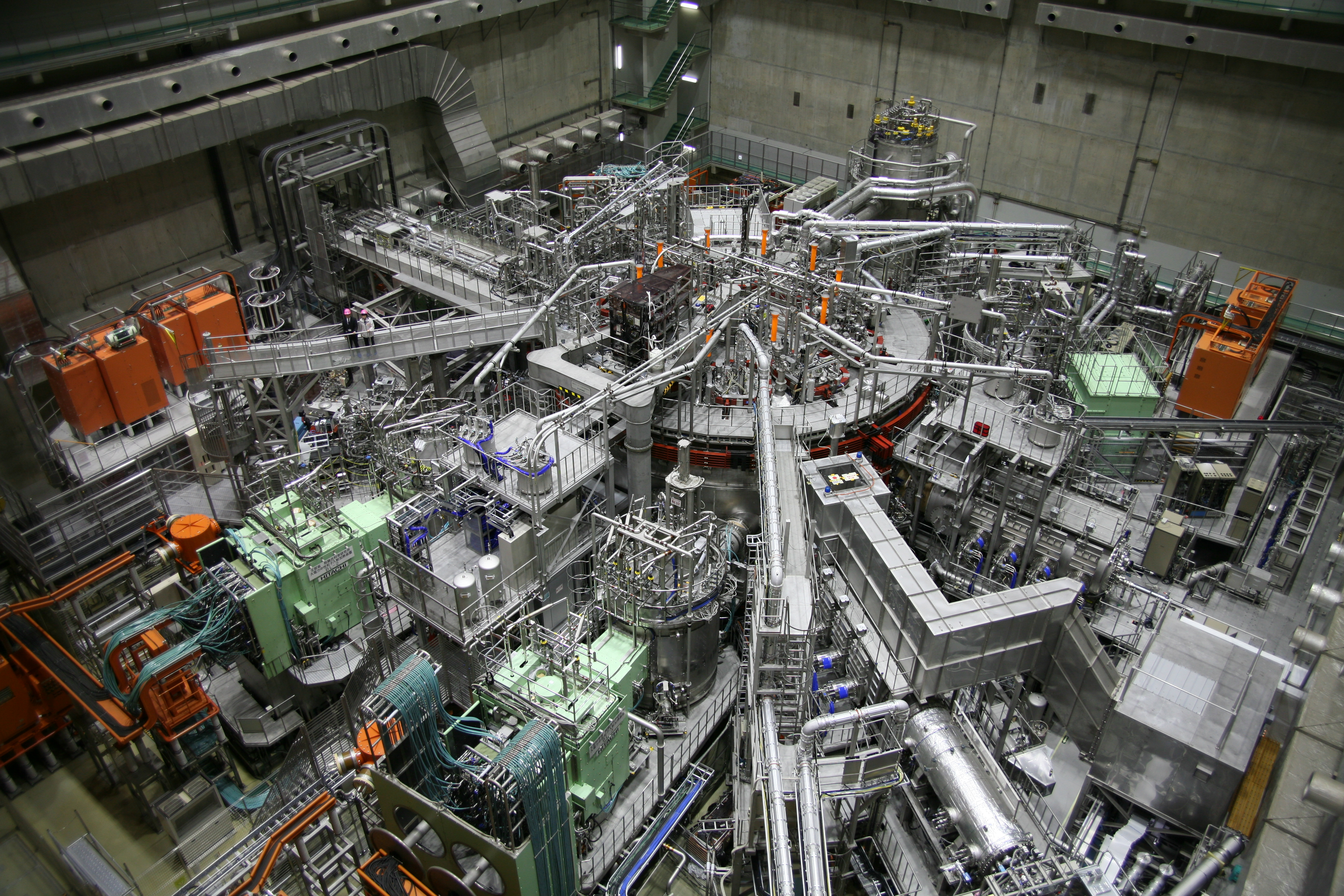
世界最大級の超伝導プラズマ閉じ込め実験装置、大型ヘリカル装置（LHD）

大型ヘリカル実験棟
世界最大級のヘリカル型超伝導プラズマ閉じ込め実験装置「大型ヘリカル装置」(英: Large Helical Device, LHD) が設置されている。
シミュレーション科学研究棟
2020年7月1日に新たな「プラズマシミュレータ・雷神」が稼働を開始した。NEC製ベクトル型スーパーコンピュータ「SX-Aurora TSUBASA A412-8」×540台で構成され、10.5 PFLOPSの演算性能を持つ。
超伝導マグネット研究棟
総合工学実験棟
開発実験棟
制御棟
計測実験棟
工務棟
研究棟
管理・福利棟

## 施設見学
- 見学日：火曜日〜金曜日（祝日及び年末年始を除く）。見学希望日の2週間前までに事前予約が必要[11]。
- 見学時間：10時からと13時40分からの1日2回。所要時間は60 - 90分間[11]。
- 見学料：無料[11]

### 設置運営者
- 自然科学研究機構
  - 国立天文台
  - 分子科学研究所
  - 基礎生物学研究所
  - 生理学研究所
  - 生命創成探究センター

### 主な実験装置
- LHD (プラズマ装置) - 超伝導型のヘリカル型プラズマ実験装置

### 研究テーマ
- 原子核融合
- 核融合炉
  - ヘリカル型

### 設置場所
- 岐阜県土岐市